# Pittsburgh Riverhounds Soccer Club
I Pittsburgh Riverhounds sono un club calcistico professionistico statunitense con base a Pittsburgh, in Pennsylvania, che disputa le proprie partite interne presso l'Highmark Stadium, impianto da 5.000 posti a sedere.
Attualmente milita nella Eastern Conference della USL Championship, la seconda divisione del calcio nordamericano.

## Storia
I Pittsburgh Riverhounds vennero fondati l'11 marzo 1998 dall'imprenditore Paul Heasley, il quale iscrisse la squadra al campionato di A-League (predecessore dell'attuale USL Championship) a partire dall'anno successivo. Il nome Riverhounds deriva dall'espressione river dog, che si riferisce a quelle persone che lavorano sulle chiatte alla confluenza di tre fiumi a Pittsburgh. Riverdogs era infatti anche il nome originale del club, tuttavia nel dicembre del 1998, prima ancora che il club potesse disputare una sola partita sotto quella denominazione, la società decise di adottare il nome Riverhounds a causa della minaccia di azioni legali da parte della franchigia delle minor league di baseball dei Charleston RiverDogs. Il colore sociale primario della squadra era il rosso accompagnato da dettagli bianchi e neri, il quale fu adottato così da distinguersi dal tradizionale schema cromatico giallonero tipico delle squadre sportive della città.
Il primo allenatore fu John Kowalski, mentre il primo calciatore ingaggiato fu Justin Evans. Il primo stadio utilizzato dalla squadra fu lo stadio da football della Bethel Park High School. Alla prima stagione la squadra fu già capace di raggiungere i playoff del campionato, dopo aver totalizzato in stagione regolare 16 vittorie e 12 sconfitte, ma venne poi eliminata ai quarti di finale dai Rochester Rhinos. In virtù della stagione inaugurale di successo, il club l'anno seguente fu nominato squadra dell'anno della A-League.
Nel 2004 il club venne iscritto alla USL Second Division, l'allora terza divisione del calcio a stelle e strisce e disputò le partite casalinghe presso lo stadio di football della Moon Area High School. Alla prima stagione nel nuovo campionato, la squadra si distinse classificandosi al primo posto dell'Atlantic Conference, frutto di ben 17 vittorie, 1 pareggio ed appena 2 sconfitte in stagione regolare, venendo tuttavia eliminata nelle semifinali dei playoff.
A dicembre 2004 Heasley vendette il club alla Sports Facility LLC, società proprietaria della squadra di baseball dei Washington Wild Things. Per le due stagioni calcistiche successive la squadra disputò dunque le proprie partite interne presso il Consol Energy Park, lo stadio dei Wild Things, situato nella periferia della cittadina di Washington, a circa 50 km da Pittsburgh.
Nella stagione 2007 gli Hounds non presero parte al campionato, e in questo anno di pausa cambiarono nuovamente proprietà, venendo ceduti alla Greentree Sports-Plex. Il 29 ottobre 2007 fu annunciato che il club avrebbe nuovamente cambiato stadio di casa: a partire dal 2008, infatti, la squadra utilizzò lo stadio della Chartiers Valley High School, nel quale rimase fino al 2012, ossia quando terminarono i lavori per il nuovo impianto del club. Tra le altre cose, prima della stagione 2008 la società strinse un accordo di affiliazione con l'Everton, motivo per il quale cambiò anche i propri colori sociali e adottando così il blu bordato di bianco utilizzato anche dalla squadra inglese.
Nel 2011 la squadra prese parte come membro fondatore alla neonata USL Pro, l'allora terza divisione del calcio statunitense e attuale seconda divisione con la denominazione USL Championship.
Il 10 gennaio 2012 la società annunciò che in primavera sarebbero iniziati i lavori di costruzione per il nuovo impianto di proprietà del club, il quale avrebbe dovuto essere inaugurato già in estate. A seguito di alcuni ritardi, però, il nuovo stadio, costato 7 milioni di dollari e denominato Highmark Stadium, fu completato solamente in autunno, e i Pittsburgh Riverhounds poterono utilizzarlo solamente a partire dalla stagione agonistica seguente. L'impianto venne finalmente inauguraro il 13 aprile 2013 nella sconfitta interna degli Hounds per 1-2 contro gli Harrisburg City Islanders. A segnare il primo gol in assoluto nel nuovo stadio fu l'attaccante colombiano di Pittsburgh José Angulo, in seguito eletto dalla lega MVP della stagione. Il 17 giugno 2013 fu annunciato l'ingresso in società dell'investitore Terry Shallenberger, il quale divenne poi ad ottobre proprietario di maggioranza del club. Il mese successivo, il club annunciò la fondazione della propria squadra riserve, la quale avrebbe disputato dalla stagione successiva il campionato di Premier Development League.
In vista della stagione 2014 la società firmo un accordo di affiliazione dalla durata di un anno con la franchigia di Major League Soccer della Houston Dynamo. A partire da quell'anno la squadra iniziò ad indossare più regolarmente divise di colore giallo-nero. Il 17 dicembre del 2014 l'inglese Richard Nightingale fu nominato nuovo presidente del club, carica che ricoprì fino al 2 novembre 2015, quando fu sostituito dallo stesso Shallenberger. Nello stesso giorno la squadra spostò la sede dei propri allenamenti presso l'Allegheny Health Network Sports Complex.
Per la stagione 2016 la squadra fu affiliata ad un'altra franchigia di MLS, i vicecampioni in carica del Columbus Crew.
Nel 2017 gli Hounds tornarono ad essere, per la prima volta dal 2003, una squadra di seconda divisione, in seguito al riconoscimento della USL come lega di secondo livello della piramide calcistica americana.
Il 16 febbraio 2018 la squadra ha presentato il proprio nuovo stemma, di forma rotonda e caratterizzato dai colori giallo-neri tipici delle squadre sportive della città di Pittsburgh, oltre che da altri simboli della città come ponti e fiumi. Anche il nome della società fu leggermente modificato, data l'aggiunta di Soccer Club al nome Pittsburgh Riverhounds. Durante lo stesso evento, oltretutto, furono annunciati anche i lavori di ampliamento dell'Highmark Stadium, i quali ne portarono la capienza massima agli attuali 5.000 posti, ossia il minimo necessario per partecipare ad un campionato statunitense di secondo livello. Lo stesso anno il club tornò a qualificarsi per la postseason dopo due stagioni a secco in seguito al terzo posto ottenuto durante la stagione regolare nella Eastern Conference, uscendo tuttavia a sorpresa al primo turno contro il Bethlehem Steel.
Nella stagione 2019 gli Hounds conclusero la regular season al primo posto della classifica di Eastern Conference, prima di cadere per mano del Louisville City nei quarti di finale dei playoff. L'anno successivo la squadra si qualificò per il terzo anno consecutivo per i playoff, prima di essere eliminata nuovamente dal Louisville City, stavolta agli ottavi di finale.

## Colori e simbolo

### Colori
In origine i colori dei Riverhounds erano il rosso (principale) il bianco ed nero.
Dal 2008 il club ha adottato dei nuovi colori sociali che prevedevano il blu (principale) con l'aggiunta del bianco e del nero.
A partire dal 2014 i Riverhounds hanno iniziato ad indossare uniformi nero-oro, allineandosi ai colori dei club principali delle altre squadre sportive professionistiche di Pittsburgh, i Pittsburgh Penguins (hockey), i Pittsburgh Pirates (baseball) e i Pittsburgh Steelers (Football americano).
Il nero e il color oro sono presenti nella bandiera della città di Pittsburgh.
- 1999-2007 -  Pittsburgh Riverhounds
- 2008-2013 -  Pittsburgh Riverhounds
- 2014-oggi -  Pittsburgh Riverhounds

Di seguito una selezione delle divise di gioco dei Pittsburgh Riverhounds.
- Casa

| Select Sport 2009 | Select Sport 2010 | Umbro 2011 | Umbro 2012       | Nike 2013        | Nike 2014        |  |
| Nike 2015         | Nike 2016         | Nike 2017  | Adidas 2018-2019 | Adidas 2020-2021 | Adidas 2022-2023 |  |

- Trasferta

| Select Sport 2009 | Select Sport 2010 | Umbro 2011 | Umbro 2012  | Nike 2013   | Nike 2014        |  |
| Nike 2015         | Nike 2016         | Nike 2017  | Adidas 2018 | Adidas 2019 | Adidas 2020-2021 |  |
| Adidas 2022-2023  |                   |            |             |             |                  |  |

- Terza

| Nike 2014        | Nike 2015 | Nike 2016 | Nike 2017 | Adidas 2018-2019 | Adidas 2020-2021 |  |
| Adidas 2022-2023 |           |           |           |                  |                  |  |

### Simboli ufficiali
Dal 1999 al 2017 lo stemma societario rappresentava il profilo di un segugio fluviale con sottostante la dicitura della franchigia. Nel 2018 i Riverhounds cambiarono lo stemma incorporando i tradizionali colori sportivi di Pittsburgh così come importanti simboli della città come i ponti e i fiumi.

## Strutture

### Stadio
La squadra gioca le gare interne presso l'Highmark Stadium di Pittsburgh, impianto di proprietà del club, dal 2013. Precedentemente la formazione della Pennsylvania iniziò a giocare presso il Bethel Park High School (1999-2003), Moon Arena High School Stadium (2004), il Consol Energy Park (2005-2006), il Chartiers Valley High School Stadium (2008-2012).

## Tifoseria
Il principale gruppo di supporters del club è The Steel Army, la quale è solita occupare i posti della curva sud.

## Società

### Organigramma societario
- Tuffy Shallenberger - Proprietario e presidente ad interim
- Kim Robson - Direttore generale

### Sponsor
| Cronologia degli sponsor tecnici - 1999-2000 - Umbro - 2001-2004 - Adidas - 2005-2006 - Select - 2007 - / - 2008-2010 - Select - 2011-2012 - Umbro - 2013-2017 - Nike - 2018-oggi - Adidas | Cronologia degli sponsor ufficiali - 2005-2006 - Toyota - 2007 - / - 2008-2010 - ACES, Inc. - 2011-2014 - #1 Cochran - 2015-oggi - Allegheny Health Network |

## Allenatori e presidenti

### Allenatori
- 1998-2001 -  John Kowalski
- 2001-2002 -  Kai Haaskivi
- 2002 -  Tim Carter (interim)
- 2002-2003 -  Tim Carter
- 2003-2005 -  Ricardo Iribarren
- 2005-2010 -  Gene Klein
- 2010-2014 -  Justin Evans
- 2014 -  Nikola Katic (interim)
- 2014-2016 -  Mark Steffens
- 2016-2017 -  Dave Brandt
- 2018-oggi -  Bob Lilley

## Organico

### Rosa 2022
Aggiornata al 31 maggio 2022.
| N. |                              | Ruolo | Calciatore           |
| -- | ---------------------------- | ----- | -------------------- |
| 1  | Stati Uniti (bandiera)       | P     | Kevin Silva          |
| 2  | Canada (bandiera)            | D     | Nathan Dossantos     |
| 3  | Stati Uniti (bandiera)       | D     | Shane Wiedt          |
| 4  | Colombia (bandiera)          | D     | Dani Rovira          |
| 5  | Trinidad e Tobago (bandiera) | D     | Mekeil Williams      |
| 6  | El Salvador (bandiera)       | C     | Angelo Kelly-Rosales |
| 7  | Stati Uniti (bandiera)       | A     | Alex Dixon           |
| 8  | Camerun (bandiera)           | A     | William Eyang        |
| 9  | Camerun (bandiera)           | A     | Albert Dikwa         |
| 10 | Stati Uniti (bandiera)       | A     | Russell Cicerone     |
| 11 | Giamaica (bandiera)          | C     | Kenardo Forbes       |
| 12 | Stati Uniti (bandiera)       | C     | Danny Griffin        |

| N. |                              | Ruolo | Calciatore     |
| -- | ---------------------------- | ----- | -------------- |
| 13 | Stati Uniti (bandiera)       | D     | Luke Biasi     |
| 15 | Spagna (bandiera)            | D     | Arturo Ordóñez |
| 16 | Inghilterra (bandiera)       | D     | Toby Sims      |
| 18 | Stati Uniti (bandiera)       | C     | Marc Ybarra    |
| 19 | Stati Uniti (bandiera)       | A     | Wyatt Borso    |
| 21 | Stati Uniti (bandiera)       | A     | Luis Argudo    |
| 22 | Stati Uniti (bandiera)       | D     | Robby Dambrot  |
| 23 | Trinidad e Tobago (bandiera) | D     | Jesse Williams |
| 26 | Giamaica (bandiera)          | P     | Jahmali Waite  |
| 27 | Trinidad e Tobago (bandiera) | D     | Jelani Peters  |
| 29 | Giamaica (bandiera)          | A     | Dane Kelly     |
| 31 | Stati Uniti (bandiera)       | P     | Chase Vosvick  |

### Rosa 2019
| N. |                        | Ruolo | Calciatore                |
| -- | ---------------------- | ----- | ------------------------- |
| 1  | Stati Uniti (bandiera) | P     | Kyle Morton               |
| 2  | Stati Uniti (bandiera) | D     | Tobi Adewole              |
| 3  | Nigeria (bandiera)     | D     | Uchenna Uzo               |
| 4  | Colombia (bandiera)    | D     | Dani Rovira               |
| 5  | Guyana (bandiera)      | D     | Jordan Dover              |
| 6  | Etiopia (bandiera)     | C     | Sammy Kahsai              |
| 7  | Canada (bandiera)      | D     | Ryan James                |
| 8  | Curaçao (bandiera)     | A     | Steevan dos Santos        |
| 9  | Giamaica (bandiera)    | A     | Neco Brett                |
| 10 | Scozia (bandiera)      | C     | Kevin Kerr                |
| 11 | Giamaica (bandiera)    | D     | Kenardo Forbes (capitano) |
| 12 | Stati Uniti (bandiera) | A     | Christian Volesky         |

| N. |                            | Ruolo | Calciatore           |
| -- | -------------------------- | ----- | -------------------- |
| 13 | Stati Uniti (bandiera)     | C     | Caleb Smith          |
| 14 | Stati Uniti (bandiera)     | D     | Noah Franke          |
| 15 | Stati Uniti (bandiera)     | C     | Anthony Velarde      |
| 16 | Inghilterra (bandiera)     | A     | Mark Forrest         |
| 17 | Guyana francese (bandiera) | C     | Thomas Vancaeyezeele |
| 19 | Nigeria (bandiera)         | D     | Prosper Figbe        |
| 20 | Stati Uniti (bandiera)     | D     | Joe Greenspan        |
| 21 | Senegal (bandiera)         | C     | Mouhamed Dabo        |
| 22 | Stati Uniti (bandiera)     | P     | Ben Lundgaard        |
| 23 | Stati Uniti (bandiera)     | P     | Austin Pack          |
| 24 | Stati Uniti (bandiera)     | C     | Robbie Mertz         |
| 26 | Stati Uniti (bandiera)     | D     | Todd Pratzner        |

### Rosa 2016
| N. |                        | Ruolo | Calciatore       |
| -- | ---------------------- | ----- | ---------------- |
| 1  | Stati Uniti (bandiera) | P     | Hunter Gilstrap  |
| 2  | Stati Uniti (bandiera) | C     | Caleb Postlewait |
| 3  | Stati Uniti (bandiera) | D     | Karsten Smith    |
| 4  | Canada (bandiera)      | D     | Jordan Murrell   |
| 6  | Inghilterra (bandiera) | C     | Conor Branson    |
| 7  | Ghana (bandiera)       | C     | Stephen Okai     |
| 8  | Stati Uniti (bandiera) | A     | Michael Green    |
| 9  | Stati Uniti (bandiera) | A     | Zak Boggs        |
| 10 | Scozia (bandiera)      | C     | Kevin Kerr       |
| 11 | Stati Uniti (bandiera) | A     | Corey Hertzog    |
| 12 | Giamaica (bandiera)    | D     | Sergio Campbell  |
| 13 | Stati Uniti (bandiera) | D     | Willie Hunt      |
| 14 | Togo (bandiera)        | C     | Alex Harlley     |

| N. |                        | Ruolo | Calciatore             |
| -- | ---------------------- | ----- | ---------------------- |
| 15 | Stati Uniti (bandiera) | A     | Ryan Dodson            |
| 16 | Stati Uniti (bandiera) | D     | Isaiah Shafer          |
| 17 | Stati Uniti (bandiera) | D     | Drew Russell           |
| 18 | Costa Rica (bandiera)  | P     | Mauricio Vargas        |
| 20 | Canada (bandiera)      | A     | Duwayne Ewart          |
| 21 | Ghana (bandiera)       | A     | James Bissue           |
| 22 | Sudafrica (bandiera)   | C     | Lebo Moloto            |
| 23 | Stati Uniti (bandiera) | C     | Nick Kolarac           |
| 24 | Stati Uniti (bandiera) | P     | Brenden Alfery         |
| 25 | Stati Uniti (bandiera) | C     | Marshall Hollingsworth |
| 26 | Stati Uniti (bandiera) | C     | Ben Swanson            |
|    | Stati Uniti (bandiera) | C     | Mike Seamon            |
|    | Stati Uniti (bandiera) | D     | Ryan Adeleye           |

### Rosa 2011
| N. |                        | Ruolo | Calciatore       |
| -- | ---------------------- | ----- | ---------------- |
| -  | Stati Uniti (bandiera) | P     | Greg Blum        |
| -  | Stati Uniti (bandiera) | P     | Hunter Gilstrap  |
| -  | Stati Uniti (bandiera) | C     | Matt Kassel      |
| -  | Stati Uniti (bandiera) | D     | Kyle Veris       |
| -  | Stati Uniti (bandiera) | D     | Nikola Katić     |
| -  | Stati Uniti (bandiera) | C     | Sterling Flunder |
| -  | Stati Uniti (bandiera) | C     | Rich Costanzo    |
| -  | Stati Uniti (bandiera) | A     | Darren Amoo      |
| -  | Stati Uniti (bandiera) | C     | Michael Green    |
| -  | Stati Uniti (bandiera) | C     | Stefan Lundberg  |
| -  | Stati Uniti (bandiera) | C     | David Leon       |

| N. |                        | Ruolo | Calciatore      |
| -- | ---------------------- | ----- | --------------- |
| -  | Stati Uniti (bandiera) | A     | Dawyne Smith    |
| -  | Stati Uniti (bandiera) | C     | Mike Seth       |
| -  | Stati Uniti (bandiera) | D     | Louie Rolko     |
| -  | Stati Uniti (bandiera) | C     | Seth 'deBaca    |
| -  | Stati Uniti (bandiera) | C     | Ben Horner      |
| -  | Stati Uniti (bandiera) | A     | Jeremy Deighton |
| -  | Stati Uniti (bandiera) | D     | Neil Shaffer    |
| -  | Stati Uniti (bandiera) | C     | Jason Kutney    |
| -  | Stati Uniti (bandiera) | C     | Shintaro Harada |
| -  | Stati Uniti (bandiera) | D     | Anthony Calvano |
| -  | Stati Uniti (bandiera) | P     | David Flynn     |
| -  | Stati Uniti (bandiera) | A     | Tino Nuñez      |

### Rosa 2008
| N. |                        | Ruolo | Calciatore       |
| -- | ---------------------- | ----- | ---------------- |
| 0  | Stati Uniti (bandiera) | P     | Zach Varga       |
| 1  | Stati Uniti (bandiera) | P     | Andrew Keszler   |
| 2  | Stati Uniti (bandiera) | D     | John Liersemann  |
| 3  | Stati Uniti (bandiera) | A     | Travis MacKenzie |
| 4  | Stati Uniti (bandiera) | C     | Ryan Caugherty   |
| 5  | Canada (bandiera)      | C     | Allan Brown      |
| 6  | Stati Uniti (bandiera) | D     | Nathan Salsi     |
| 7  | Stati Uniti (bandiera) | C     | Justin Evans     |
| 8  | Stati Uniti (bandiera) | D     | Ed Hayden        |
| 9  | Stati Uniti (bandiera) | C     | Joe Zewe         |
| 10 | Stati Uniti (bandiera) | A     | Leon Browne      |

| N. |                        | Ruolo | Calciatore         |
| -- | ---------------------- | ----- | ------------------ |
| 11 | Inghilterra (bandiera) | C     | Scott Gibson       |
| 13 | Stati Uniti (bandiera) | P     | Phil Marfuggi      |
| 16 | Stati Uniti (bandiera) | D     | Greg Janicki       |
| 17 | Stati Uniti (bandiera) | C     | Ryan Zabinski      |
| 18 | Francia (bandiera)     | A     | Romain Cheurlin    |
| 19 | Stati Uniti (bandiera) | D     | Jason Kutney       |
| 20 | Stati Uniti (bandiera) | D     | Chris Riley        |
| 21 | Sudafrica (bandiera)   | C     | Thabiso Khumalo    |
| 22 | Haiti (bandiera)       | C     | Jean-Robens Jérôme |
| 23 | Stati Uniti (bandiera) | C     | Jeff Hughes        |